# Digimon Beatbreak
Autre
Digimon Beatbreak (デジモンビートブレイク, Dejimon Bītobureiku) est une série d'animation japonaise issue de la franchise Digimon. Elle est révélée en mars 2025, et prévue pour une diffusion en octobre 2025 au Japon,.

## Développement
Une courte bande-annonce est publiée le 20 mars 2025 lors du Digimon Con sur la chaîne YouTube Digimon officielle, annonçant l'arrivée prochaine d'une nouvelle série Digimon intitulée Digimon Beatbreak. Il s'agira du 10e épisode qui devrait être diffusé à partir d'octobre 2025 au Japon. À deux ans d'intervalle, Digimon Beatbreak est la première nouvelle saison depuis la diffusion de Digimon Ghost Game (2021–2023). Un premier visuel est entretemps dévoilé avec comme sous-titre Emotion-devouring Digital Lifeforms. 
Selon msn.com, Digimon Beatbreak « utilisera les Digimon de manière à répondre aux émotions humaines, cette sensibilité émotionnelle étant carrément consommé par les Digimon. Cela suggère automatiquement la formule suivante : un personnage humain se confronte à un drame, et un Digimon particulier apparaît pour tirer parti de ce problème ou le résoudre. »